# Maria Podolak-Dawidziak
Maria Podolak-Dawidziak (ur. 1948) – polska hematolog, profesor Katedry i Kliniki Hematologii, Nowotworów Krwi i Transplantacji Szpiku Uniwersytetu Medycznego we Wrocławiu, członek Głównej Komisji Rewizyjnej, Komisji ds. Kształcenia Przeddyplomowego oraz Komisji ds. Nagród Towarzystwa Internistów Polskich, autorka wielu prac naukowych. Posiada specjalizację w zakresie chorób wewnętrznych, hematologii i onkologii klinicznej. Jej naukowe zainteresowania dotyczą głównie pierwotnych i wtórnych zaburzeń hemostazy, megakariocytopezy, oporności wielolekowej na leczenie cytostatyczne na chemioterapię oraz leczenia wspomagającego w hematoonkologii. Była prodziekanem Wydziału Lekarskiego Kształcenia Podyplomowego we Wrocławiu w latach 1999–2003.